# Ideriin gol

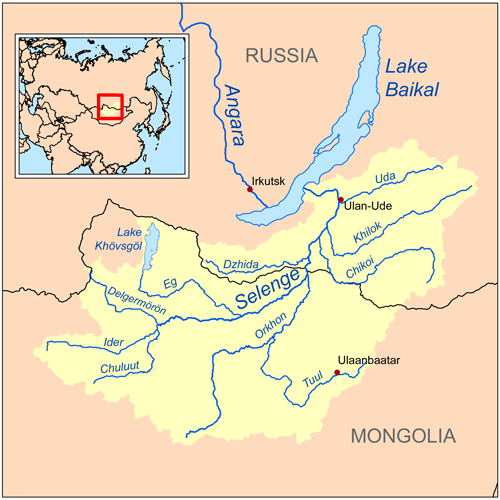

L'Iderijn gol (in mongolo Идэрийн гол; anche Ider) è un fiume della Mongolia nord-occidentale, che scorre nelle province del Hôvsgôl e del Zavhan. Nasce sui monti Hangaj e scorre per 452 km, fino ad incontrarsi con il fiume Dėlgėrmôrôn e confluire con esso a formare il Selenga.
( Posizione: 49.3473524,102.3623317 )  Pochi chilometri prima  della confluenza riceve le acque del Chuluut, l'affluente principale.

Per gran parte dell'anno (circa 180-170 giorni) il fiume è gelato in superficie; è attraversato da due ponti, uno in legno in corrispondenza del distretto (sum) di Žargalant ed uno in cemento, nei pressi di Galt.
L'acqua della sorgente per arrivare al mare glaciale artico deve percorrere 5.870 km passando per il fiume stesso e il Selenga, attraversare il lago Bajkal, scendere per l'Angara e infine per l'Enisej.